# لويز بوير
لويز بوير (بالفرنسية: Louise Boyer)‏ هي مساعدة شخصية فرنسية، ولدت في 25 أكتوبر 1632، وتوفيت في 22 مايو 1697.